# Juan José Purata
Juan José Sánchez Purata (San Luis Potosí, 9 gennaio 1998) è un calciatore messicano, difensore del Tigres UANL.

## Carriera
Cresciuto nel settore giovanile del Tigres UANL, ha esordito in prima squadra il 31 agosto 2017, disputando l'incontro di Copa MX perso per 2-1 contro il Cruz Azul; il 24 settembre 2018, invece, ha esordito in Liga MX, giocando l'incontro pareggiato per 0-0 contro il Monterrey. Nella stagione 2019-2020 ha invece giocato la sua prima partita in carriera in CONCACAF Champions League, nella quale ha anche messo a segno una rete.

## Statistiche

### Presenze e reti nei club
Statistiche aggiornate al 22 giugno 2022.
| Stagione        | Squadra         | Campionato      | Campionato | Campionato | Coppe nazionali | Coppe nazionali | Coppe nazionali | Coppe continentali | Coppe continentali | Coppe continentali | Altre coppe | Altre coppe | Altre coppe | Totale | Totale |
| Stagione        | Squadra         | Comp            | Pres       | Reti       | Comp            | Pres            | Reti            | Comp               | Pres               | Reti               | Comp        | Pres        | Reti        | Pres   | Reti   |
| --------------- | --------------- | --------------- | ---------- | ---------- | --------------- | --------------- | --------------- | ------------------ | ------------------ | ------------------ | ----------- | ----------- | ----------- | ------ | ------ |
| ago. 2017       | Tigres UANL     | LM              | 0          | 0          | CM              | 1               | 0               | CCL                | -                  | -                  | CdC         | -           | -           | 1      | 0      |
| 2018-2019       | Tigres UANL     | LM              | 4          | 0          | CM              | 6               | 0               | CCL                | 0                  | 0                  | CdC+CC      | 0           | 0           | 10     | 0      |
| 2019-2020       | Tigres UANL     | LM              | 3          | 0          | CM              | 0               | 0               | CCL                | 1                  | 1                  | CdC+LC      | 0           | 0           | 4      | 1      |
| 2020-2021       | Tigres UANL     | LM              | 6          | 0          |                 | -               | -               | CCL                | 0                  | 0                  | Cmc         | 0           | 0           | 6      | 0      |
| 2021-2022       | Tigres UANL     | LM              | 13         | 0          |                 | -               | -               | CCL                | 0                  | 0                  | LC          | 0           | 0           | 13     | 0      |
| Totale carriera | Totale carriera | Totale carriera | 26         | 0          |                 | 7               | 0               |                    | 1                  | 1                  |             | 0           | 0           | 34     | 1      |

## Palmarès

### Club

#### Competizioni nazionali
- Campionato messicano: 1

Tigres UANL: Clausura 2019

#### Competizioni internazionali
- CONCACAF Champions League: 1

Tigres UANL: 2020